# توفیسوپام
توفیسوپام (انگلیسی: Tofisopam) یک داروی بنزودیازپین ضد اضطراب است که در چندین کشور اروپایی به بازار عرضه می شود. برخلاف سایر بنزودیازپین‌های ضد اضطراب توفیسوپام دارای خواص ضد تشنج، آرام‌بخش، شل‌کننده عضلات اسکلتی، تضعیف مهارت‌های حرکتی یا فراموشی نیست.اگرچه ممکن است به خودی خود یک ضد تشنج نباشد، اما نشان داده شده است که اثر ضد تشنجی ۱،۴-بنزودیازپین های کلاسیک (مانند دیازپام) و موسیمول را افزایش می دهد، اما نه والپروات سدیم، کاربامازپین، فنوباربیتال یا فنی توئین. توفیسوپام برای درمان اضطراب و ترک الکل اندیکاسیون دارد و در دوز ۵۰ تا ۳۰۰ میلی گرم در روز تقسیم به سه دوز تجویز می شود. حداکثر سطح پلاسما دو ساعت پس از مصرف خوراکی به دست می آید. توفیسوپام به اندازه سایر بنزودیازپین ها باعث وابستگی گزارش نشده است، اما همچنان توصیه می شود حداکثر برای ۱۲ هفته تجویز شود.